# Tierberger Fehde
Die Tierberger Fehde war ein Fehdekrieg zwischen den Herren von Stetten und den Herren von Hohenlohe um das Widerlosungsrecht an der Burg Tierberg, heute Gemeinde Braunsbach. Der seit 1474 schwelende Konflikt erlebte 1488 seinen Höhepunkt mit der Belagerung der Burg Stetten. 1489 und 1495 wurde der Streit juristisch entschieden.
Dieser Fall war von allgemeiner reichspolitischer Bedeutung, weil hier der Kaiser und die Reichsfürsten auch ihren Streit um die Reichsreform austrugen.